# Kelly Petillo
Cavino Michele "Kelly" Petillo, född 5 december 1903 i Philadelphia i Pennsylvania, död 30 juni 1970 i Los Angeles var en amerikansk racerförare.

## Racingkarriär
Petillo var en av 1930-talets stora racerförare i USA, med säsongen 1935 som stor höjdpunkt, då han vann det nationella mästerskapet, samt samma års Indianapolis 500. Han vann fyra segrar i det nationella mästerskapet på 21 starter, och slutade dessutom trea totalt 1934. Efter karriären hamnade Petillo i trubbel med rättvisan och tillbringade en del tid i fängelse innan han 1970 avled av en lungsjukdom.